# Prosoeca variabilis
Prosoeca variabilis är en tvåvingeart som först beskrevs av Friedrich Hermann Loew 1858.  Prosoeca variabilis ingår i släktet Prosoeca och familjen Nemestrinidae. Inga underarter finns listade i Catalogue of Life.